# Valdevacas de Montejo
Valdevacas de Montejo es un municipio y localidad española de la provincia de Segovia, en la comunidad autónoma de Castilla y León. El término municipal tiene una población de 29 habitantes (INE 2024).

## Geografía

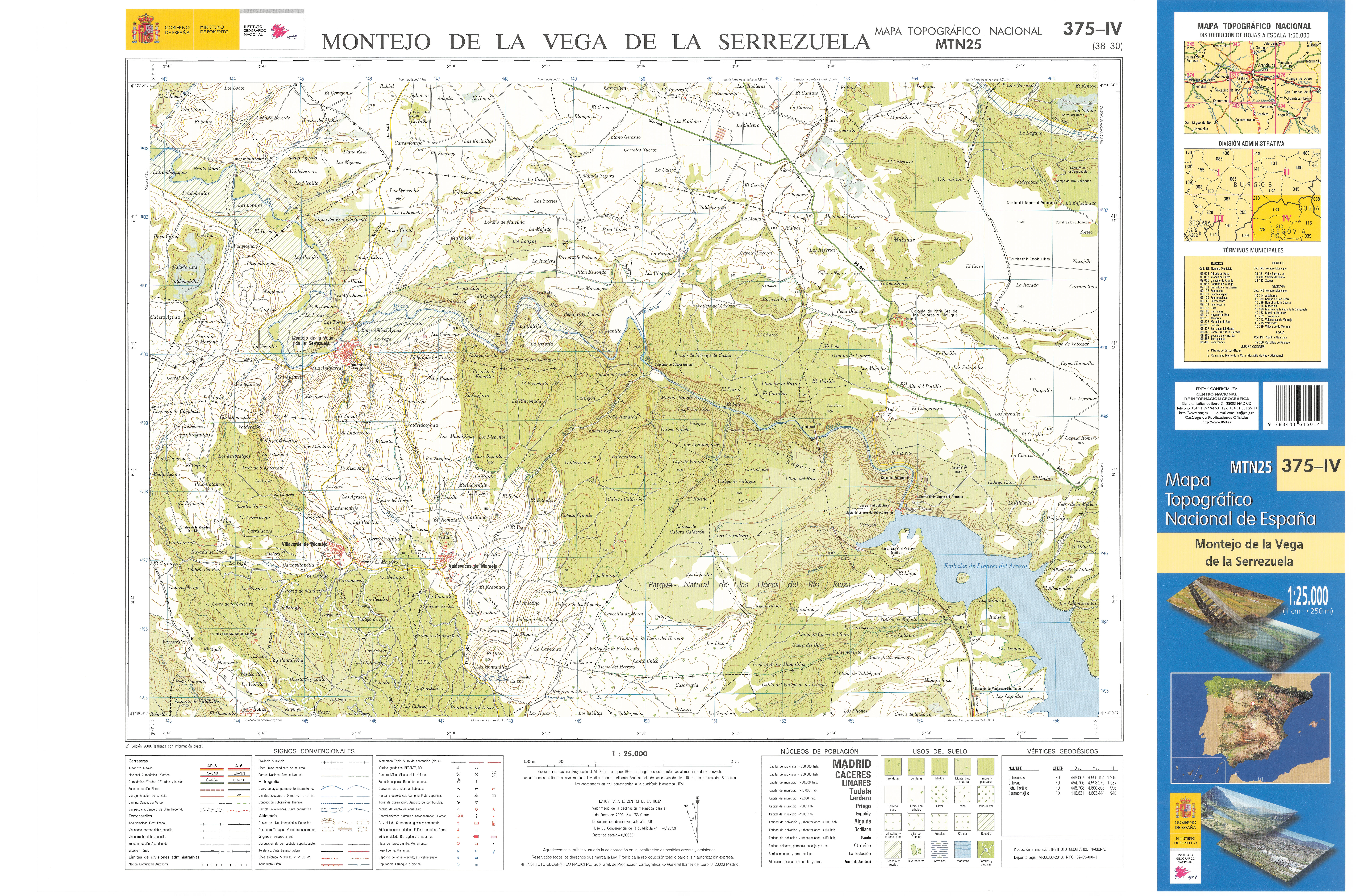
Fragmento de la hoja 375 del Mapa Topográfico Nacional de España de 2008 en el que se representa parte de Valdevacas de Montejo

El municipio tiene una superficie de 17,53 km².
| Noroeste: Montejo de la Vega de la Serrezuela | Norte: Montejo de la Vega de la Serrezuela | Noreste: Montejo de la Vega de la Serrezuela |
| Oeste: Villaverde de Montejo                  |                                            | Este: Maderuelo                              |
| Suroeste: Villaverde de Montejo               | Sur: Moral de Hornuez                      | Sureste: Moral de Hornuez                    |

## Historia
De fundación medieval, como parte de la Comunidad de villa y tierra de Montejo, el resto de su nombre significa Valle de Vacas.
Hacia mediados del siglo XIX, el lugar tenía contabilizada una población de 117 habitantes. La localidad aparece descrita en el decimoquinto volumen del Diccionario geográfico-estadístico-histórico de España y sus posesiones de Ultramar de Pascual Madoz de la siguiente manera:

VALDEVACAS DE MONTEJO: l. con ayunt. de la prov. y dióc. de Segovia (13 leg.), part. jud. de Riaza (5), aud. terr. de Madrid (18), c. g. de Castilla la Nueva. sit. en una regular altura; le combaten con mas frecuencia los vientos E., S. y O., pues por el N. le domina un cerro bastante elevado; el clima es en algun tanto frio, y se padecen por lo comun catarrales y muchas afecciones de pecho. Tiene de 30 á 36 casas de mala construccion y escasas comodidades; una plaza; casa de ayunt.; escuela de primeras letras comun á ambos sexos, dotada con 2 celemines de trigo por vec. v la retribucion de los discípulos, y una igl. parr. (San Cristóbal) , curato de entrada y provision real y ordinaria: el cementerio está sit. en el alto que domina la pobl. por el N,, el que no perjudica la salud pública, y los vecinos se surten de aguas para sus usos de las de una  fuente que hay en los afueras del pueblo. Confina el térm.: N. Montejo; E. Linares; S. Moral, y O. Villaverde: se estiende 1/2 leg. de N. á S. é igual dist. de E. á O., y comprende algo de monte bajo, pinos, estepa y enebro, y un prado mediano para el pasto comun de los ganados. El terreno es de secano y de mediana calidad. caminos: los que dirigen á los pueblos limítrofes, bastante pedregosos. El correo se recibe en Aranda de Duero por un particular que se encarga al efecto. prod.: trigo, cebada, centeno y avena; mantiene ganado lanar basto y vacuno, y cria caza de perdices y alguna que otra liebre, no faltando zorras y lobos. ind.: la agrícola. pobl.: 27 vec., 117 alm. cap. imp.: 14,313 rs. contr.: 20'72 por 100.
(Madoz, 1849, p. 297)

## Demografía
Cuenta con una población de 29 habitantes (INE 2024).
| Gráfica de evolución demográfica de Valdevacas de Montejo entre 1842 y 2021                                           |
| |
| Población de derecho según los censos de población del INE. Población de hecho según los censos de población del INE. |

## Administración y política
Al tener menos de 100 habitantes, es concejo abierto.
| Periodo   | Nombre                      | Partido | Partido   |
| --------- | --------------------------- | ------- | --------- |
| 1979-1983 | Mariano Sanz Mayor          |         | UCD       |
| 1983-1987 | Ascensión Calleja Benito    |         | AP-PDP-UL |
| 1987-1991 | Ascensión Calleja Benito    |         | PDP       |
| 1991-1995 | Ascensión Calleja Benito    |         | PP        |
| 1995-1999 | Ascensión Calleja Benito    |         | PP        |
| 1999-2003 | Ascensión Calleja Benito    |         | PP        |
| 2003-2007 | Ascensión Calleja Benito    |         | PP        |
| 2007-2011 | Ascensión Calleja Benito    |         | PP        |
| 2011-2015 | Ascensión Calleja Benito    |         | PP        |
| 2015-2019 | Miguel Ángel Sanz Gutiérrez |         | PP        |
| 2019-2023 | Miguel Ángel Sanz Gutiérrez |         | PP        |
| 2023-act. | Francisco González Toribio  |         | PP (Ind.) |

Elecciones a la Diputación Provincial
El municipio pertenece al distrito electoral del partido judicial de Riaza en la Diputación Provincial de Segovia.

## Cultura

### Patrimonio

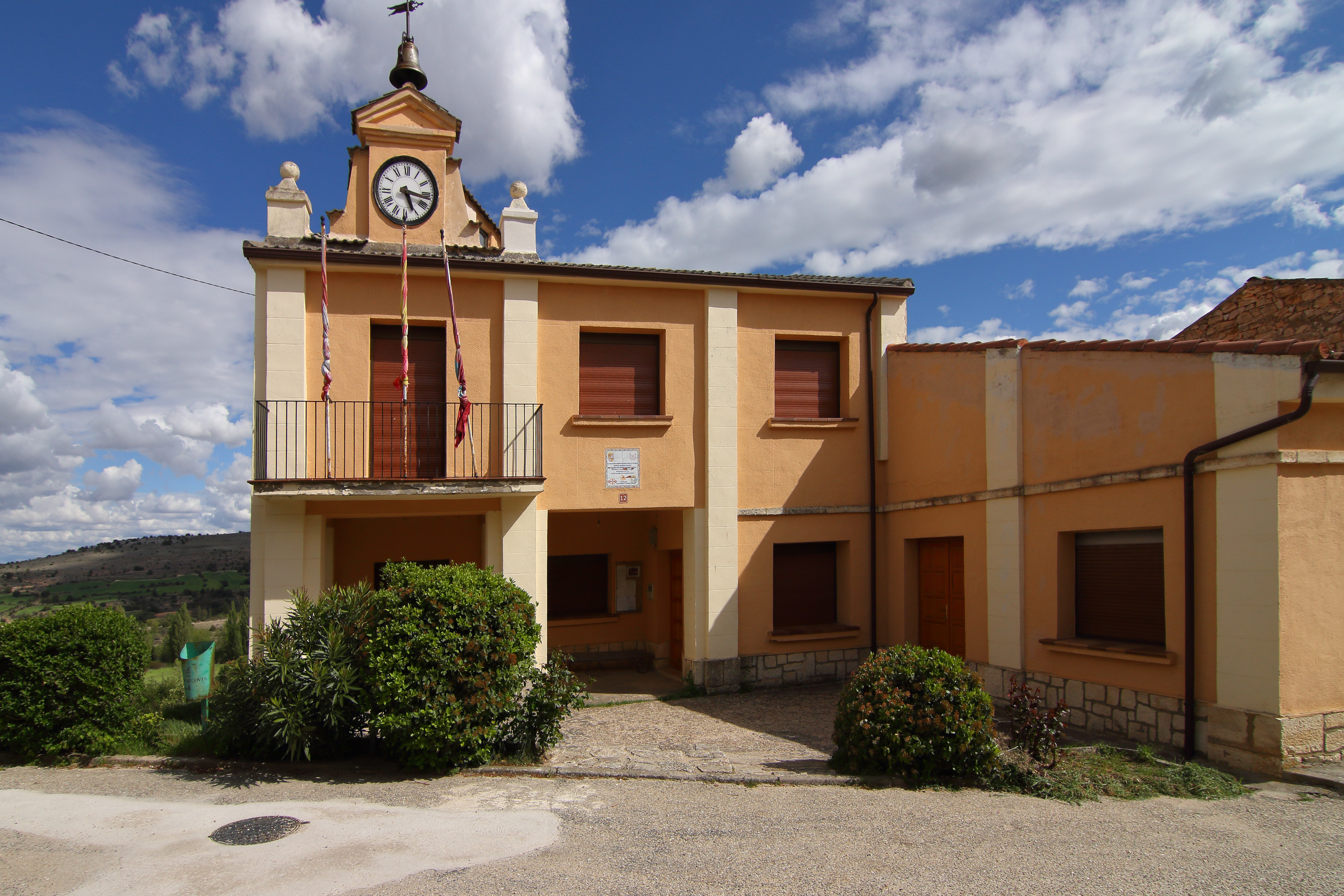
Casa consistorial

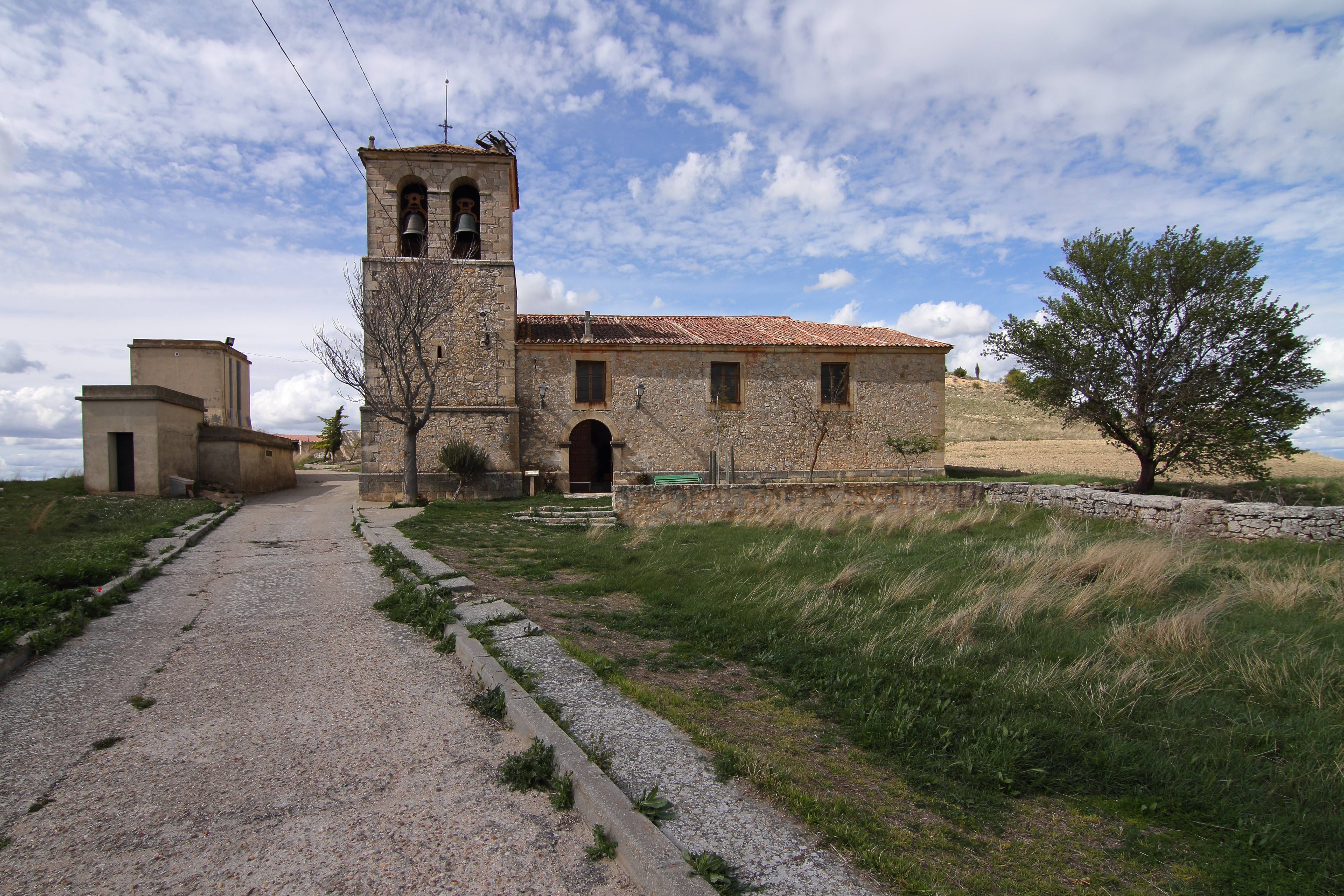
Iglesia de San Cristóbal

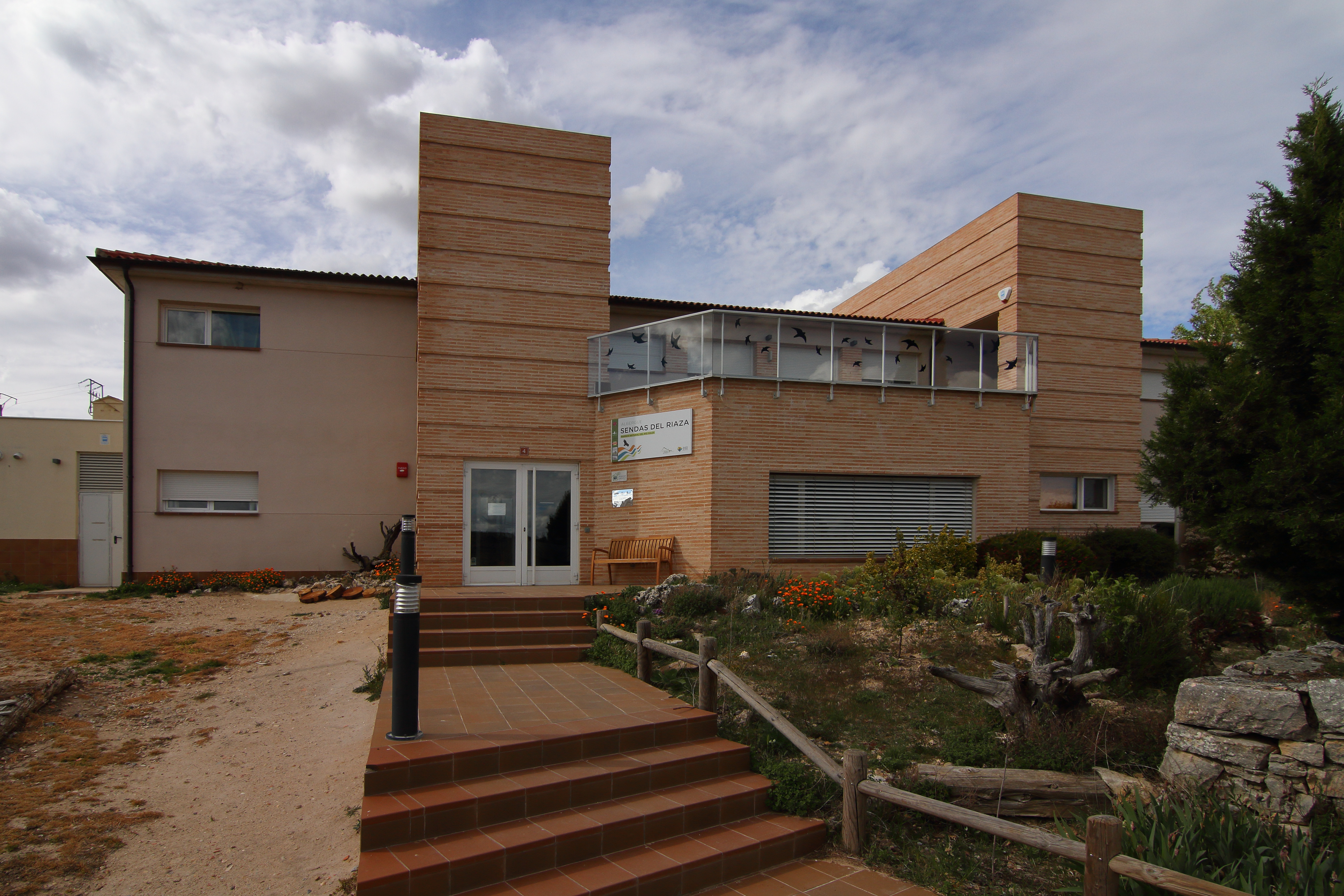
Albergue Sendas del Riaza

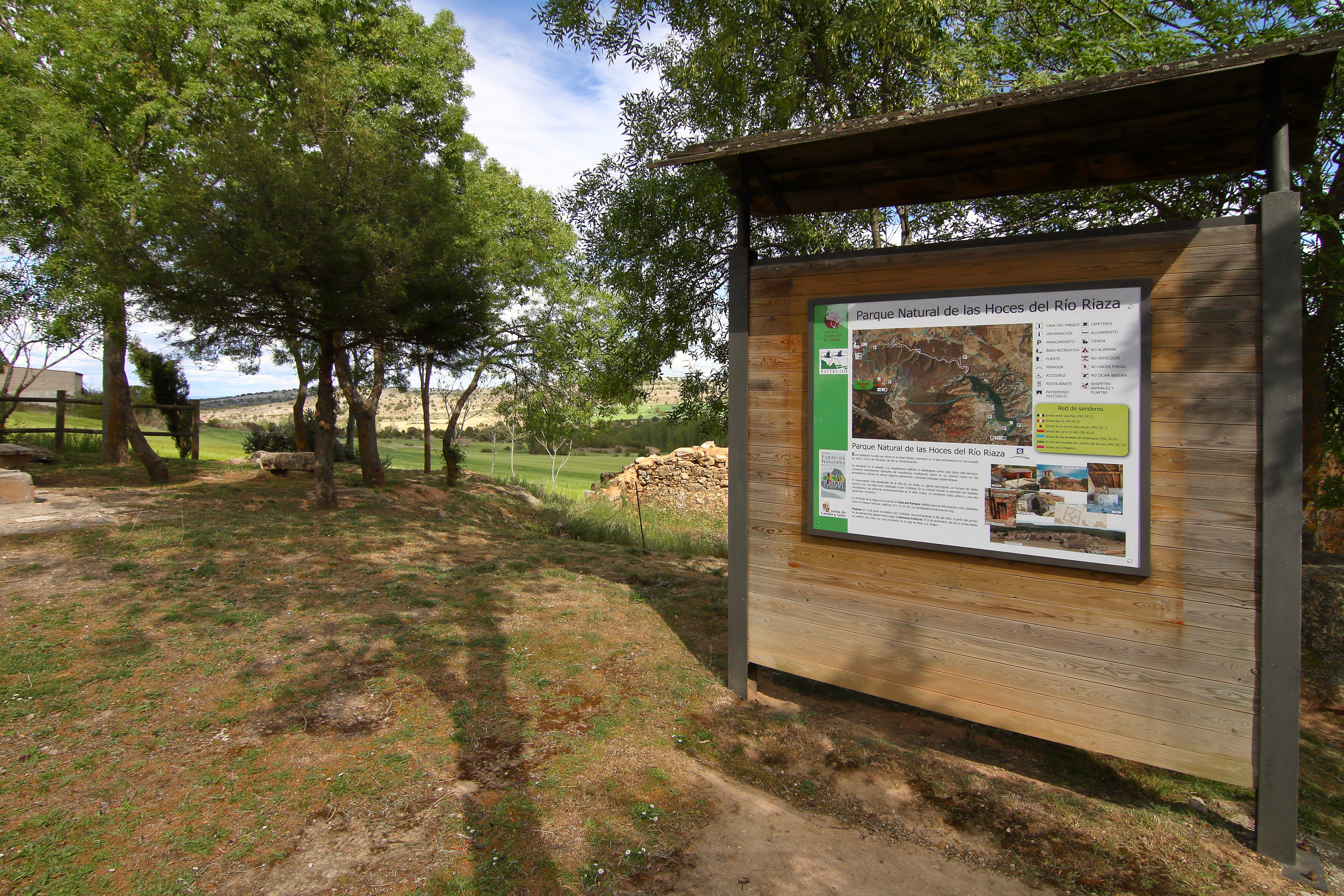
Parque Natural Hoces del Río Riaza

- Parque natural de las Hoces de Río Riaza.
- Iglesia parroquial de San Cristóbal, de estilo barroco. Destaca la pila bautismal románica, los retablos neoclásicos y el retablo mayor, con una imagen de la Inmaculada Concepción en la hornacina central. Hay varias pinturas del Maestro de Maello y una de estilo gótico.
- Fuente del Cierzo, de origen medieval.
- Antiguo lavadero.
- Bodegas soterradas.
- Colmenar.
- Varias tenadas.
- Ermita románica en ruinas de El Casuar.
- Viejos palomares.
- Casa consistorial.
- Antigua fragua.
- Zona recreativa de El Corral del Tío Manuel, con una caseta de interpretación del Pino;
- Arquitectura tradicional de piedra, adobe, pino, enebro y teja.[1][7][2][8]

### Fiestas
- La Purísima (Inmaculada Concepción), patrona, el 8 de diciembre.
- El Pedrisco, o Día del Voto, el 15 de junio. Celebración pagana que conmemora una gran granizada que aconteció en el pueblo.
- Semana Cultural, primera semana de agosto. Organizada por la asociación cultural El Alto.
- San Cristóbal, patrón, el segundo domingo de agosto.[1][3][9][8]

### Gastronomía
- Pollo al Chilindrón.[2]